# Canadian Open 1984
Die Canada Open 1984 im Badminton fanden vom 31. Oktober bis zum 3. November 1984 in Ottawa, Kanada statt.

## Finalresultate
| Disziplin    | Sieger                       | Finalist                      | Ergebnis     |
| ------------ | ---------------------------- | ----------------------------- | ------------ |
| Herreneinzel | Michael Kjeldsen             | Sigit Pamungkas               | 15:12, 15:11 |
| Dameneinzel  | Hong Chen                    | Luo Yun                       | 11:7, 12:10  |
| Herrendoppel | Jalani Sidek Razif Sidek     | Billy Gilliland Dan Travers   | 15:11, 15:9  |
| Damendoppel  | Gillian Gowers Karen Chapman | Luo Yun Hong Chen             | 15:5, 15:9   |
| Mixed        | Nigel Tier Gillian Gowers    | Billy Gilliland Karen Chapman | 15:3, 15:8   |